# Come and Go
Obra de teatro corta de Samuel Beckett descripta como "dramaticule". 

Escrita en inglés en enero de 1965, estrenada en enero de 1966 en alemán en el Schillertheater (Teatro Schiller) de Berlín, estrenada en inglés en Teatro Peacock en Dublín en febrero de 1966 y en Inglaterra el 9 de diciembre de 1966 en Royal Festival Hall. 

Escrita y dedicada al editor John Calder.

Es considerada una de las obras más acabadas del escritor.

Tiene mucho trabajo de reescritura (al punto de que las notas efectuadas son mucho más extensas que el resultado).

## Personajes
La obra es a tal punto minimalista que se considera que la obra misma son sus personajes. Estos son: Flo, Vi, Ru.
Tres personajes mujeres de edad indeterminada, aunque sospechablemente de avanzada edad madura, están sentadas en un banco lo suficientemente estrecho como para que quepan todas ajustadamente.

Todo en torno a ellas está rodeado de oscuridad, lo que centra el asunto en las tres mujeres.
Los tres personajes tienen abrigos viejos de tonalidad acre –en la producción Beckett on film sus colores son: Flo (amarillo o verde pampa), Vi (rojizo o rojo granate), Ru (violeta o ciruela)– como si fueran tres flores marchitándose según los críticos, con sombreros grises con forma de campana, que cubren la mitad de sus rostros y hacen que sus viseras dejen una línea de sombra sobre sus ojos.

## Acción
Vi, sentada en el centro, se levanta; una vez ida del escenario, Flo le pregunta a Ru cómo ve a Vi o qué piensa de ella; Ru dice "No veo que cambie", acto seguido Flo se acerca a Ru ocupando el lugar de Vi y le secretea al oído algo que aterroriza a Ru y que no se hace explícito al público. Luego vuelve Vi, colocándose donde estaba Flo al principio, quedando ahora esta última en el medio. 
Así se repite la complicada coreografía: a partir de que están las tres juntas, la del medio se levanta, la que había escuchado el secreto ahora pregunta por la que ha salido del escenario y a posteriori, ocupa el lugar del medio y dice en secreto algo terrible sobre la que ha salido de escena. 

Al finalizar la pieza, la línea que conforman las tres mujeres sentadas en el banco se da vuelta y la única que queda en el lugar del principio es Vi (centro).

## Detalles

Indicaciones de Beckett para el cruce de manos de las tres mujeres

Los movimientos realizados por las mujeres tienen una complejidad tal que Beckett mismo diseñó en papel la didascalia (sus instrucciones de movimiento y el enlace de manos que se ve al final).

Vi abre el diálogo y su primera línea recuerda a las tres brujas de Macbeth: "¿Cuándo fue nuestro último encuentro?", pregunta Vi.
"¿Cuándo volvemos a vernos?", dice una de las brujas (Primera línea de Macbeth). 

Los nombres de las tres recuerdan los de las flores que da Ofelia al Rey Claudio, ante todo el de Ru, (en Hamlet, Acto IV, Escena 5).

Hay un plano de lo evidente o lo que se hace explícito (lo que se dice para que todas escuchen, el secreteo, los anillos –mencionados al final por Flo–, la unión misma entre las tres) y otro plano, implícito u omiso, (el secreto, los anillos, el deseo de que no se sepa el secreto). 
En esta somera dualidad entre un plano implícito y otro explícito, el único elemento que se sustrae o (lo que es lo mismo) puede verse en los dos planos es el de los anillos. 
Este elemento que resulta tan ambiguo en la totalidad de la pieza es uno de los fundamentales, si no el más, y es lo último que se refiere en parlamento en toda la obra –en la voz de Flo–: "Puedo sentir los anillos".

Nudo celta: diseño influenciado por la ilustración en los Evangelios de Lindisfarne

Antes de este último parlamento Vi (en el centro) sugiere que se tomen de la mano de una manera especial: el nudo resultante final es un nudo celta. La característica de este ornamento es su entrelazado como trenzas o trenzado (da lo mismo, donde se sobreentiende que la trenza proviene de un mismo origen pero donde dicho origen no aparece visible mientras se observa la trenza). 
El anillo, como alianza, culturalmente simboliza la unión de un modo literalmente intangible: lo mismo pasa con esta relación. 

El secreto une dos de las mujeres al tiempo que las separa de la otra solo momentáneamente ya que ninguna sale del asiento. El movimiento que muestra la coreografía es un movimiento en el mismo lugar, refluente como las mareas (el asiento funciona como una pequeña aldea o un barco).

La obra puede tener una estructura tripartita determinada por la salida y entrada de cada una de las mujeres o por el ordenamiento resultante, con excepción del ordenamiento final, donde Vi vuelve al centro. 

El secreto está ligado a algo culpable, de allí su ocultamiento (se refiere que posiblemente una enfermedad terminal). Asimismo, es digno de atención que el secreto siempre se ejecuta en ausencia del culpable. 

Una de las cualidades connotativas que se hacen muy evidentes por la puesta en escena y la característica original de la pieza, aunque no hay modo alguno de comprobarlo, es que las mujeres presentan rasgos de alteración mental por la rigidez, postura y la forma de parlamentar, que son señoras pudientes británicas, que son hermanas y que son solteras. 
El título mismo de la pieza, traducible como "Ven y ve", alude al trenzado, los anillos o el nudo celta.

## Perspectiva crítica
"La unión de las manos evoca el símbolo del infinito." 

Se han visto en las tres mujeres un remedo de las tres Gracias o, más precisamente, que se asemejan en la apariencia a las tres madres de M de Fritz Lang, una película muy querida por Beckett. 

El secreto surge cuando una se va, cuando se rompe la figura.

En el plano de lo explícito, cuando la figura está compuesta, la renuencia al principio de hablar al pasado, a medida que surgen los secretos, se va disolviendo. El lirismo rememorativo está ligado a la que confluyen, la del medio: la mujer que está en el medio es la que suele iniciar este tipo de intervención.

Esa disolución puede coincidir con la aceptación de su realidad frustrada (tal vez la soltería) y está unida entonces al símbolo de los anillos de que habla Flo.

Se ha establecido una división de estos personajes con "los de carácter espectral", ya que estos últimos se caracterizarían por pertenecer a las "piezas de súplica" beckettianas. En este sentido Come and go sería optimista en cuanto a la comunidad producto de frustraciones.

Se ha observado entre los elementos resultantes de la obra una mezcla en apariencia arbitraria de datos que Beckett tomara de su propia vida: Morehampton House, en Dublín, conocida como Miss Wade's –escuela a la que habían asistido las tres mujeres de la obra, y mencionada por Flo– había sido dirigida por tres hermanas solteronas; Shelia y Molly Roe, primas de Beckett, habrían asistido allí.

## Textos relacionados
Esta obra ha sido relacionada con otras tres de Beckett:
"Deseos humanos" escrita en 1936 y abandonada por Beckett; de la que en 1980 dejó que el fragmento que sigue se publicara en Just Play de Ruby Cohn: "Al levantarse el telón, tres mujeres se sientan, probablemente cubiertas por vestidos largos de época [siglo 18]. La Sra. Williams está meditando, la señora Desmoulins está tejiendo y la señorita Carmichael está leyendo. Durante el transcurso de la escena las dos últimas se levantan y dejan temporalmente sus asientos, mientras que las acciones de la señora Williams se limitan a golpear el suelo con su bastón". Las tres mujeres parecen haber emergido de la tragedia, etc.

La otra obra es "Santos cielos" (o "¡Santos cielos!", original: "Good Heavens"); habría tres mujeres con estos tres nombres: Viola, Rose and Poppy, posteriormente cambiados por Beckett a A, B y C (al igual que el título "¡Santos cielos!" o "¡Dios mío!" es cambiado por "Tipo de confianza" [original: Type of Confidence]). Este título, que es clara alusión a una expresión de asombro, una interjección, cumple una función semejante a cómo se maneja cada vez que una de las mujeres de Come and go dice el secreto.

En esta obra (Type of Confidence), además, la conversación entre las mujeres se centraría en dos inquietudes de los personajes: cómo se las arregla cada uno por sostener su complexión impecable y el hecho de que el miembro ausente sufre de una enfermedad terminal. 

En un proyecto posterior de Beckett presentaría "tres maridos afligidos, todos ausentes en el domicilio conyugal" de los que se habla escogiéndolo según sea el esposo de la que se ha ido de escena. El secreto en esta obra sería explícito y por ello menos metafísico.

La tercera es Eleuthéria. También presenta tres mujeres: Krap, Meck y Piouk que también refieren preocupación por el aspecto y salud de la otra, y además dos de ellas tienen nombres inspirados en flores.

## Beckett y el aforismo
Es evidente que Beckett conforma la pléyade de escritores aforistas, con una novedad bastante notoria y explorable en esta obra. La duración entre una frase-intervención-parlamento y otra funciona como el aforismo, cuya característica es la síncopa gramatical: el aforismo es plural y uno, pero plegado. Las frases-intervenciones-parlamentos en esta obra no se comportan como pliegues, parecen no carecer de la densidad sémica que en el aforismo es baja, pero no obstante generan, como el aforismo, una remisión y revisión de las nociones consabidas. La distancia que impone, por ejemplo esta obra, entre una frase y otra, además de su eventual "aparente" inconcordancia, funciona como aforismos. En ambos casos el extrañamiento se hace presente.